# Зорі зі спільною оболонкою

Ключові етапи еволюції системи зір зі спільною оболонкою. Зверху: зірка заповнює порожнину Роша. Посередині: зоря-компаньйон захоплена в оболонку; зорі по спіральні наближаються одна до одної всередині спільної оболонки. Внизу: обологка скидається або зорі зливаються.

В астрономії зорі зі спільною оболонкою — це подвійна зоряна система, оточена газом. При цьому газ та зорі обертаються з різною швидкістю.
Під час фази спільної оболонки подвійна зоря піддається впливу сил опору оболонки, що призводить до зменшення відстані між зорями. Фаза закінчується або тоді, коли оболонка викидається та залишається подвійна система з набагато меншою орбітальною відстанню, або коли дві зорі стають достатньо близькими, щоб злитися в одну. Фаза спільної оболонки є короткочасною відносно тривалості існування самих зір.
Варіант із викиданням оболонки може призвести до формування подвійної системи, що складається з компактного об'єкта з близьким супутником. Катаклізмічні змінні, рентгенівські подвійні системи та системи близьких подвійних білих карликів або нейтронних зір є прикладами систем, утворення яких можна пояснити фазою спільної оболонки. У всіх цих прикладах є компактний залишок (білий карлик, нейтронна зоря або чорна діра), який, імовірно, був ядром зорі, розмір якої був набагато більшим за поточну орбітальну відстань. Короткоперіодичні системи, що містять компактні об'єкти, є джерелами гравітаційних хвиль і наднових типу Ia.
Прогнози щодо результату фази загальної оболонки невизначені.
Зорі зі спільною оболонкою іноді плутають із тісними подвійними системами. Але в першому випадку оболонка зазвичай обертається з іншою швидкістю, ніж подвійна система, яка перебуває всередині; таким чином, оболонка не обмежена еквіпотенціальною поверхнею, що проходить через точку Лагранжа L2. А в тісній подвійній системі оболонка обертається разом із подвійною системою і заповнює еквіпотенціальну поверхню.

## Утворення

Етапи еволюції подвійної системи у міру формування спільної оболонки. Система має співвідношення мас M1/M2=3. Суцільна лінія позначає поверхню Роша, пунктирна лінія — вісь обертання. (a) Обидві зорі лежать у межах своїх порожнин Роша, зоря 1 ліворуч (маса M1 червоного кольору), а зоря 2 праворуч (маса M2 помаранчевого кольору). (b) Зоря 1 майже заповнила свою порожнину Роша. (c) Зоря 1 розширилась, тому заповнила свою поверхню Роша та передала масу зорі 2 (d) Матерія рухається надто швидко, щоб міг утворитися акреційний диск навколо зорі 2. (e) Утворилася спільна оболонка, схематично зображена еліпсом. Адаптовано з рис. 1 Izzard et al. (2012).

Спільна оболонка утворюється в подвійній зоряній системі, коли відстань між ними швидко зменшується або одна із зір швидко розширюється. Масообмін починається, коли зоря-донор заповнює свою порожнину Роша, і, як наслідок, орбіта скорочується, що спричиняє подальше переповнення порожнини Роша, прискорює передачу маси й призводить до все швидшого скорочення орбіти та динамічно нестійкого масообміну. У деяких випадках зоря-акцептор не може поглинути всю речовину з супутника, що й призводить до утворення спільної оболонки.

## Еволюція
Ядро донора не бере участі в розширенні зоряної оболонки та утворенні спільної оболонки. Спільна оболонка міститиме два об'єкти: ядро донора та зорю-супутник. Ці два об'єкти (спочатку) продовжують свій орбітальний рух всередині спільної оболонки. Однак вважається, що через сили опору всередині газової оболонки об'єкти втрачають момент імпульсу, що звужує їх орбіту та збільшує їхні орбітальні швидкості. Припускається, що втрата орбітальної енергії нагріває та розширює оболонку, і фаза спільної оболонки закінчується, або коли оболонка викидається в космос, або об'єкти всередині оболонки зливаються, але система більше не має енергії на розширення чи скидання оболонки. Ця фаза звуження орбіти всередині загальної оболонки відома як spiral-in.

## Спостереження
Явища пов'язані із загальною оболонкою важко спостерігати. Висновки про їх існування в основному зроблені опосередковано через наявність у Галактиці подвійних систем, які неможливо пояснити жодним іншим механізмом. Такі явища мають бути яскравішими за типові нові, але слабшими за типові наднові. Фотосфера спільної оболонки має бути відносно холодною — близько 5000 К — тобто випромінювати в червоній частині спектра. Однак її великі розміри мають призводити до великої світності — порядку яскравості червоного надгіганта. Явище, що відбувається у спільній оболонці, повинно починатися з різкого зростання світності, за яким слідує кількамісячне плато сталої світності (дуже схоже на наднову типу II-P), викликане рекомбінацією водню в оболонці. Після цього яскравість має швидко зменшуватися.
Кілька подій, схожих на описану вище, спостерігалися. Ці події називають яскравими червоними новими (англ. luminous red novae). Вони є підгрупою ширшого класу явищ, які називаються швидкоплинними червоними середньої яскравості (intermediate-luminosity red transients). Вони мають відносно повільну швидкість розширення 200—1000 км/с, а загальна випромінювана енергія становить від 1038 до 1040 Дж.
До таких явищ відносять:
- M85 OT2006-1, можливий викид оболонки.
- V1309 Скорпіона, можливе злиття зір.
- M31 RV
- V838 Єдинорога[7][8]
- Ou 5, планетарна туманність, що утворилася з подвійної системи зі спільною оболонкою